# 石川邦夫
石川 邦夫（いしかわ くにお、1961年8月15日 - ）は、日本の工学者・歯学者。九州大学大学院歯学研究院口腔機能修復学講座生体材料学分野教授。

## 経歴
1984年に大阪大学工学部卒業、1986年に同大学院修了し、以後東レ開発研究所、徳島大学助手、岡山大学助教授を経て2001年より九州大学教授。
1990年　大阪大学より工学博士の学位を取得、学位論文の題は　「MECHANISMS OF CLEAVAGE OF COBALT-CARBON BONDS IN ALKYLCOBALT(III)COMPLEXES(アルキルコバルト(III)錯体におけるコバルト-炭素結合の開裂機構)」。

## 著書
- 石川邦夫 著「第12章 歯科生体材料の種類 2 セラミックス」、宮﨑隆、中嶌裕、河合達志、小田豊 編『臨床歯科理工学』医歯薬出版、2006年5月25日。ISBN 978-4-263-45596-8。
- 石川邦夫 著「第5章 生体における形態情報の収集 VI 模型作製と模型材」、小倉英夫、髙橋英和、宮﨑隆、小田豊、楳本貢三、小園凱夫 編『コア歯科理工学』医歯薬出版、2008年3月25日。ISBN 978-4-263-45614-9。

## 主な受賞歴
- 2019年 第1回日本オープンイノベーション大賞 選考委員会特別賞
- 2024年 紫綬褒章[4][5]

## 所属学会
- 日本バイオマテリアル学会 理事[6]
- 日本歯科理工学会 元九州支部長[7]、理事[8]
- 日本セラミックス協会生体関連材料部会幹事[9]
- 日本口腔外科学会[2]
- 日本小児歯科学会[7]
- 日本アパタイト研究会 評議員[2]
- 日本歯科保存学会[2]
- 日本口腔インプラント学会[7]
- 国際歯科研究学会[2]
- 国際歯科研究学会日本部会元評議員[7]
- International Society for Ceramics in Medicine[2]
- Society for Biomaterials[2]

| 日本歯科理工学会学術講演会大会長 | 日本歯科理工学会学術講演会大会長 | 日本歯科理工学会学術講演会大会長 |
| -------------------------------- | -------------------------------- | -------------------------------- |
| 第59回淺岡憲三                   | 第60回石川邦夫                   | -                                |